# فورلا
فورلا (انگلیسی: Furla) شرکت کالای لوکس ایتالیایی است، که در زمینه طراحی، تولید و توزیع کیف و کفش، ساعت، پوشاک و محصولات چرمی فعالیت می‌نماید.
شرکت فورلا در سال ۱۹۲۷ توسط آلدو فورلانتو تأسیس شد و هم‌اکنون مالک شبکه ای از ۳۲۰ شعبه بوتیک در کشورهای مختلف می‌باشد. دفتر مرکزی این شرکت در شهر بولونیا، ایتالیا قرار دارد و مالکیت آن در اختیار خانواده فورلانتو می‌باشد.